# Nicole Puzzi
Tereza Nicole Puzzi Ferreira (Floraí, 17 de maig de 1958) és una actriu i presentadora brasilera.

## Biografia
Filla de pagesos de Paraná, a la ciutat de Florai, a prop de Maringá, al nord de l'estat, es va traslladar a São Paulo als anys 70. Després d'intentar treballar a TV Tupi, va conèixer Jean Garret que se la va endur a Boca do Lixo, i va començar una carrera al cinema el 1975, treballant a Possuídas pelo Pecado i, per tant, va ser coneguda per la seva participació en el gènere cinematogràfic brasiler anomenat pornochanchada, als anys setanta i vuitanta.
En la televisió també destacà com la metgessa Luísa a la telenove·lla Barriga de Aluguel de Glória Perez. Entre 2017 i 2018 va presentar Pornolândia al Canal Brasil.

## Filmografia

### Cinema
| Any  | Títol                                   | Personatge      |
| ---- | --------------------------------------- | --------------- |
| 1976 | Possuídas pelo Pecado                   | Dora            |
| 1977 | Escola Penal de Meninas Violentadas     | Interna         |
| 1977 | Pensionato das vigaristas               | Seca            |
| 1978 | Damas do Prazer                         |                 |
| 1978 | O prisioneiro do sexo                   | Berenice        |
| 1978 | Reformatório das depravadas             | Alexandra       |
| 1979 | O Gênio do Sexo                         |                 |
| 1979 | Bandido, fúria do sexo                  | Kátia           |
| 1979 | Belinda dos orixás na praia dos desejos | Belinda         |
| 1980 | Ariella                                 | Ariella         |
| 1980 | O Convite ao Prazer                     | Gina            |
| 1981 | Eros, o deus do amor                    | Berenice II     |
| 1981 | Filhos e Amantes                        | Bebel           |
| 1981 | Volúpia ao Prazer                       | Milena          |
| 1982 | Perdida em Sodoma                       | Marlene         |
| 1982 | Retrato falado de uma mulher sem pudor  | Jandira         |
| 1982 | Tessa, a gata                           | Tessa           |
| 1983 | O bom burguês                           | Antônia         |
| 1983 | Gabriela, cravo e canela                | Malvina         |
| 1986 | As sete vampiras                        | Sílvia Rossi    |
| 1987 | Anjos do arrabalde                      | Fernanda        |
| 1987 | Eu                                      | Lila            |
| 2000 | A Caravela                              | Esposa          |
| 2004 | O Sequestro                             | Mulher no salão |
| 2006 | Fuga e Cativeiro                        | Mãe             |
| 2009 | Os Bons da Boca                         | Ella mateixa    |
| 2015 | Lembranças de Mayo                      | Zilda           |
| 2016 | Aquela Rua Tão Triumpho                 |                 |
| 2018 | Paraíso Perdido                         | Lídia           |

### Televisió
| Any     | Títol                         | Personatge      | Notes                          |
| ------- | ----------------------------- | --------------- | ------------------------------ |
| 1974    | O Machão                      | Aretuza         |                                |
| 1978    | João Brasileiro, o Bom Baiano | Liz             |                                |
| 1980    | Dulcinéa Vai à Guerra         | Carolina        |                                |
| 1981    | Os Imigrantes                 | Antonieta       |                                |
| 1983    | Maçã do Amor                  | Roberta         |                                |
| 1984    | Transas e Caretas             | Leonor          |                                |
| 1986    | Memórias de um Gigolô         | Francesa        |                                |
| 1987    | Mania de Querer               | Mônica          |                                |
| 1989    | Cortina de Vidro              | Leda            |                                |
| 1990    | Barriga de Aluguel            | Luísa Cóler     |                                |
| 1992    | Perigosas Peruas              | Irma            | Episodi: "29 de agosto"        |
| 1997    | Você Decide                   | N/D             | Episodi: "Gente Jovem"         |
| 1998    | Você Decide                   | N/D             | Episodi: "Verdades e Mentiras" |
| 2001    | Roda da Vida                  | Heloísa Marques |                                |
| 2002    | Marisol                       | Rebeca          |                                |
| 2011    | Amor e Revolução              | Feliciana       |                                |
| 2015    | Verdades Secretas             | Recepcionista   |                                |
| 2017–18 | Pornolândia                   | Presentadora    |                                |